# Lewis War Memorial

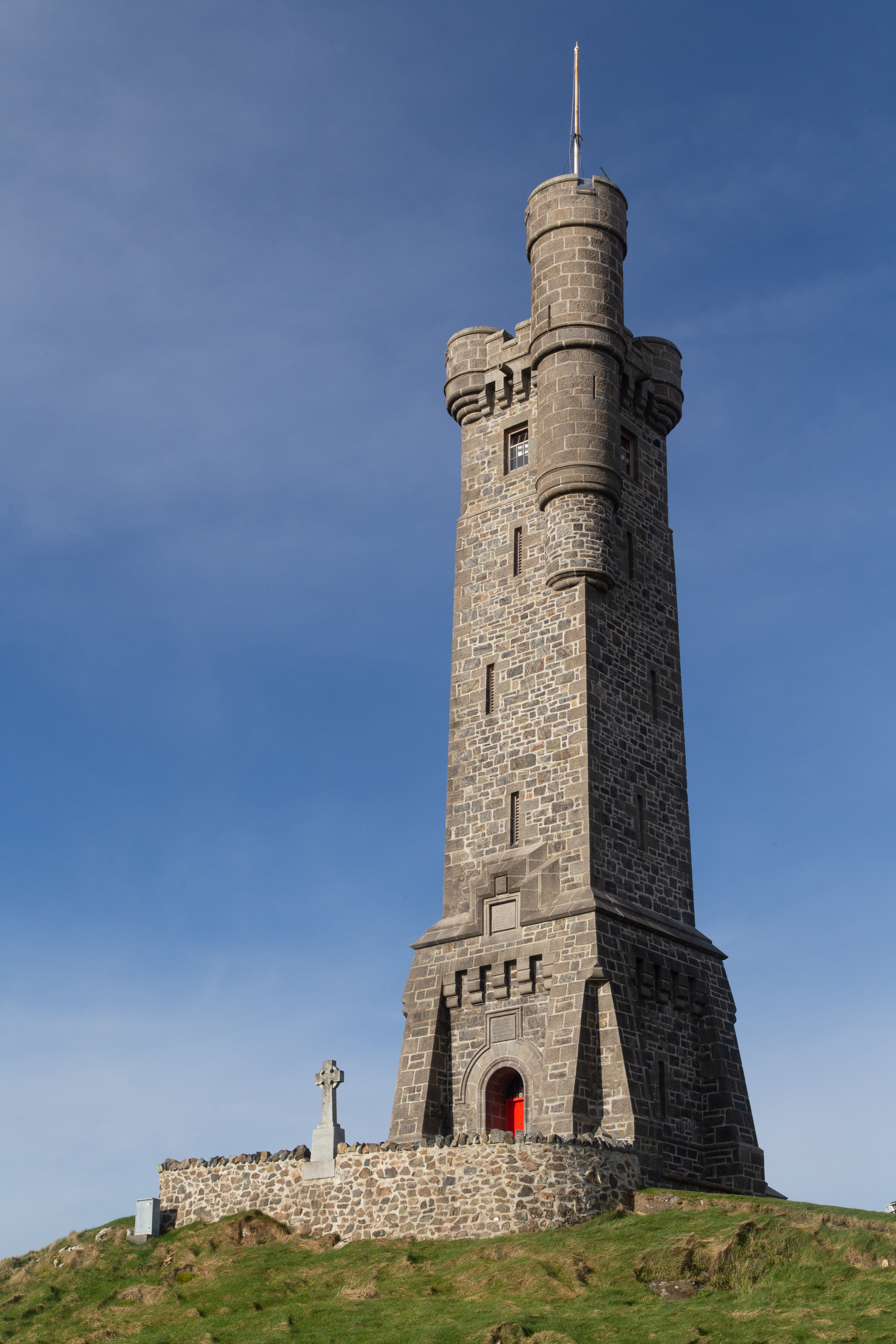
Lewis War Memorial

Das Lewis War Memorial ist ein Kriegerdenkmal in der schottischen Ortschaft Stornoway, dem Hauptort der Hebrideninsel Lewis and Harris. 1971 wurde das Bauwerk in die schottischen Denkmallisten in der Denkmalkategorie B aufgenommen.

## Geschichte
Ein überproportional großer Anteil der im Ersten Weltkrieg eingesetzten britischen Soldaten stammte von den Äußeren Hebriden. Auch die Tatsache, dass viele von ihnen sich, entsprechend der insularen Seefahrertradition, der Marine angeschlossen hatten, die prozentual höhere Verluste zu verzeichnen hatte, führte im Kriegsverlauf zu hohen Verlusten unter der männlichen Bevölkerung der Hebriden. Verschärft wurde dies durch das Unglück der Iolaire. Das Schiff transportierte nach Kriegsende heimkehrende Soldaten nach Lewis and Harris und sank bei der Einfahrt in den Hafen von Stornoway in der Nacht zum Neujahrstag 1919. Bei dem Unglück verloren 201 Soldaten das Leben.
Im ersten Halbjahr des Jahres 1920 wurde die Bevölkerung in der Stornoway Gazette zum Spenden für den Bau aufgerufen. Mit der hohen Spendenbereitschaft der Bevölkerung wurde im Mai 1923 mit dem Bau des Kriegerdenkmals begonnen. Den Zuschlag hatte ein Entwurf des schottischen Architekten John Hinton Gall erhalten. Gall, der 1922 bereits das 74. Lebensjahr erreicht hatte, hatte im Vorjahr bereits das Inverness War Memorial in Gestalt eines Keltenkreuzes errichtet. Das Lewis War Memorial ist Galls letzte verzeichnete Arbeit. Die Gestaltung des Denkmals wurde wesentlich von William Lever, dem damaligen Besitzer von Lewis and Harris, beeinflusst. Lever enthüllte das an die 1151 gefallenen Soldaten von Lewis and Harris erinnernde Denkmal vor rund 4000 Besuchern am 5. September 1924, seinem letzten Tag auf der Insel. Die Baukosten beliefen sich vermutlich auf etwa 4000 £ und lag damit deutlich niedriger als die zuvor geschätzten Baukosten in Höhe von mehr als 10.000 £.

## Beschreibung
Das Lewis War Memorial steht auf der Kuppe der Anhöhe Cnoc nan Uan im Nordwesten von Stornoway. Stilistisch scheint es inspiriert von dem 1907 nach einem Entwurf James Sandford Kays fertiggestellten Macdonald Memorial in Dingwall. Es handelt sich um einen teils aus grob behauenen Granitquadern aufgemauerten, schlanken Turm mit quadratischer Grundfläche, der auf einer mit Strebepfeilern ornamentierten Plinthe ruht. Im oberen Drittel kragt eine Ecktourelle aus und ist über den umlaufenden, zinnenbewehrten Wehrgang fortgeführt. Im Innenraum findet sich ein granitenes Gewölbe, von dem aus eine Treppe nach oben führt.